# 王公庙 (闽清县)
王公庙，又名王公宫，是位于中国福建省福州市闽清县池园镇丽山村的一个清代古建筑，1992年入选第四批闽清县文物保护单位。
王公庙是一座祀奉陶瓷保护神的庙宇，池园一带高岭土储量丰富，又有水量丰沛的芝溪穿过，故拥有五百年左右的制瓷历史，现存清嘉庆年间建成的正殿，坐东朝西，面宽15.33米，进深8.22米，平面呈长方形，面阔3间，进深6柱，穿斗式木构架，外围以风火墙，翘角以彩绘装饰。道光十八年（1838年）扩建的山门、戏台、围墙等均毁于文革。2010年代新建礼堂和梅瓷纪念馆等，存有前代制瓷的老工具。